# Juan Antonio Arguelles Rius
Juan Antonio Arguelles Rius, famoso col soprannome Arguru o anche Argu (Malaga, 2 novembre 1978 – Benalmádena, 3 giugno 2007), è stato sia un programmatore di software musicali, sia un musicista elettronico, produttore e autore di canzoni, responsabile di programmi come Psycle, NoiseTrekker e Directwave.
Fondò la compagnia discoDSP e fu in seguito assunto da Image-Line dove trovò coinvolgimento nello sviluppo dei software Deckadance e del famoso FL Studio 7. Arguru muore in un incidente stradale il 3 giugno 2007.

## Biografia
Juan Rius nasce il 2 novembre del 1978 a Malaga, in Spagna. Dal 1997, Arguru comincia con l'essere uno dei più produttivi sviluppatori di plugin per il software Jeskola buzz. Nel 2000, lui e Frank Cobos (conosciuto anche come "Freaky") esordiscono col mixare canzoni in chiave psychedelic trance sotto il nome di "Alienated Buddha". Nel febbraio 2002 esce l'album Inpsyde con l'etichetta "Out of Orion".
Arguru ha cofondato nel luglio del 2002, insieme a George Reales, la compagnia di sviluppo software discoDSP. DiscoDSP è conosciuta per lo sviluppo di plugin audio quali "Discovery", "Discovery Pro", "Vertigo", "Highlife", "Phantom" e "Corona". "Discovery" è conosciuta per essere stato il primo plugin VST ad essere distribuito su Windows e Linux. 
Arguru lascia però la compagnia nel 2004 per poter intraprendere la collaborazione con Image-Line, dove contribuirà allo sviluppo di FL Studio e dove ricoprirà il ruolo di principale programmatore del software per DJ Deckadance, pubblicato nel 2007.

## Morte
Il 3 giugno del 2007, nei pressi della città di Benalmádena (Málaga, Spagna), Arguru si trova a bordo della sua auto quando perde improvvisamente il controllo e si schianta contro un camper, morendo sul colpo. I suoi funerali si sono svolti nel parco del cimitero di Málaga il 4 giugno 2007.
Nel dicembre 2007 i disc jockey deadmau5 e Chris Lake scrivono in sua memoria un brano intitolato appunto Arguru.

## Discografia
- Inpsyde come Alienated Buddha (Out of Orion, 2002)